# مدرسة ستوكهولم للاقتصاد
مدرسة ستوكهولم (بالإنجليزية: Stockholm school)، (بالسويدية: Stockholmsskolan)،  هو تيار فكري اقتصادي نشأ في السويد خلال ثلاثينيات القرن العشرين، ويُنظر إليه غالبًا بوصفه نقيضًا لمعيار الذهب الذي كانت المدرسة النمساوية للاقتصاد تدافع عنه. يشير المصطلح إلى مجموعة غير رسمية من الاقتصاديين السويديين الذين عملوا في ستوكهولم وشاركوا في تطوير أفكار اقتصادية متقدمة في تلك الفترة.

على الرغم من أن أفكار مدرسة ستوكهولم تزامنت مع ما قدمه جون ماينارد كينز، فقد توصلت هذه المجموعة بشكل مستقل إلى استنتاجات مماثلة في ما يتعلق بالاقتصاد الكلي ونظريات العرض والطلب، مما جعلها تُعد مدرسة موازية للفكر الكينزي. وقد استلهمت هذه المدرسة العديد من مفاهيمها من أعمال الاقتصادي السويدي البارز كنوت ويكسل، الذي كان من أبرز المفكرين الاقتصاديين في مطلع القرن العشرين.

## تاريخ
يُعد كل من البروفيسورين غونار ميردال وبيرتل أولين من أبرز أعضاء مدرسة ستوكهولم للاقتصاد. وقد أُطلق على هذه الحركة اسم «مدرسة ستوكهولم» بعد نشر بيرتل أولين مقالًا مؤثرًا في مجلة The Economic Journal عام 1937 بعنوان «ملاحظات حول نظرية ستوكهولم للادخار والاستثمار». وجاء هذا المقال ردًا على نشر جون ماينارد كينز لعمله الأشهر النظرية العامة للتوظيف والفائدة والنقد عام 1936، وكان الهدف منه لفت الأنظار الدولية إلى الإسهامات السويدية في هذا المجال، والتي سبقت في كثير من جوانبها أفكار كينز.
كان غونار ميردال من أوائل المؤيدين لأطروحات كينز، مؤكدًا أن فكرة استخدام الميزانية العامة كأداة لتنظيم النشاط الاقتصادي – من خلال التوسيع أو الانكماش حسب الحاجة – قد طُوّرت في السويد من قبله ومن قبل مدرسة ستوكهولم.